# Ceutorhynchus pallidactylus
Fyrtandad rapsvivel (Ceutorhynchus pallidactylus) är en art inom släktet kålvivlar (Ceutorhynchus). Den har tidigare benämnts Ceutorhynchus quadridens . Arten förekommer som skadegörare i både höst- och våroljeväxter men främst i höstoljeväxter. Riktad bekämpning är inte motiverad.

## Utseende
Den vuxna fyrtandade rapsviveln har en klotformad kropp och långsmalt snyte. Storleksmässigt är den 2,5 – 3,5 mm lång. Täckvingarna har bakom halsskölden en fjälliknande fläck som är vit eller gråvit.
Äggen är långsmala och vitglänsande. Den fotlösa larven, som är vit eller gulvit med brungul huvudkapsel, blir som mest 5 mm lång. Larver av fyrtandad rapsvivel är svåra att skilja från larver av Blåvingad rapsvivel. På grund av detta är det svårt att veta vilken av dessa larverna som orsakar skada, men troligt är att det är den blåvingade rapsviveln som orsakar mest skada. 
Namnet kommer från att hanarna på bakbenen har en tandliknande beväpning. 

## Biologi och livscykel
Den vuxna skalbaggen övervintrar i det övre markskiktet i t.ex. buskage och häckar. Den lämnar sitt vinterkvarter när lufttemperaturen går över +15°C. I höstoljeväxter dyker de upp i början på maj. Detta kan dock variera, i de fångstskålar som Jordbruksverkets växtskyddscentraler använder för att följa skadegörare i fält, har de dykt upp så tidigt som i mitten på april. Äggläggningen påbörjas i maj, och läggs i bladskaft eller mittnerv. När äggen kläcks söker sig larven in i stjälken och minerar. Det tar ca 37 till 51 dagar från ägg till fullvuxen skalbagge vid +20°C. När larven har fullbildats lämnar den sin värdväxt och förpuppas i marken . Efter att de vuxna individerna har kläckts äter de av oljeväxterna innan de i september och oktober lämnar fälten för att övervintra.
Brokparasiteklen Tersilochus obscurator parasiterar på den fyrtandade rapsviveln som en endoparasitisk larv. 

## Skadebild
Sedan äggen har kläckts söker sig larverna in i stjälken hos sin värdväxt. Där gnager de på märgen i stjälken men även på bladnerver och bladskaft. Angripna plantor färgas bruna vid märgen av larvernas avföring. Om plantan blir angripen när den är i ett senare stadium är den mer motståndskraftig och kan motstå ett större angrepp. Vid allvarliga angrepp kan stödjevävnaden i stjälkarna ätas upp vilket leder till att stjälken knäcks. Om skador uppkommer i våroljeväxter är det mer troligt att de är orsakade av den fyrtandade än blåvingade rapsviveln. Detta eftersom den fyrtandade rapsviveln inte, till skillnad från den blåvingade rapsviveln, övervintrar i fält. I övrigt är det svårt att avgöra vilken av arterna som orsakar skador eftersom larverna är lika både till utseendet och levnadssättet. 
Det är mycket sällan motiverat att bekämpa kemiskt direkt mot den fyrtandade eller blåvingade rapsviveln, däremot kan populationen påverkas negativt av kemisk bekämpning mot rapsbaggar. En bekämpning mot rapsbaggar vid fel tidpunkt kan istället göra att brokparasitstekeln som parasiterar viveln påverkas negativt, vilket kan leda till att den fyrtandade rapsvivelns population ökar till nästkommande år.

## Förväxlingsrisker
Skador som är orsakade av den fyrtandade rapsviveln riskerar att förväxlas med angrepp av den blåvingade rapsviveln och rapsjordloppa. Dessa angriper dock grödorna lite tidigare på våren än den fyrtandade rapsviveln. Viveln i sig riskerar mest att förväxlas med den blåvingade rapsviveln, men några karaktärer skiljer dem åt. Den blåvingade rapsviveln är något mindre än den fyrtandade och saknar fjället mellan täckvingarna. Andra skillnader är att den fyrtandade rapsviveln inte övervintrar i fält och även går på våroljeväxter. 